# Every Step's a Yes
Every Step's a Yes es el cuarto álbum de estudio de la banda británica The Bees, lanzado el 11 de octubre de 2010. Es el primer álbum de la banda con el sello discográfico Fiction Records. Fue precedido por el sencillo "I Really Need Love", el cual se publicó el 4 de octubre. La canción "Silver Line" fue publicada para descarga gratuita en la página oficial de Tumblr de la banda.
La banda describió la grabación como tener un "sonido maduro", con "canciones adecuadas que son mas acerca de la vida real". También declararon que el tiempo el cual Paul Butler, líder de la banda, paso en Los Ángeles grabando el álbum What Will We Be de Devendra Banhart y en la selva amazónica lo ayudó a influenciarse en el sonido del álbum, dándole un sentido de ritmo y "groove" que rara vez se escucha en esfuerzos anteriores de la banda y "obteniendo un enfoque diferente para la grabación".

## Lista de canciones
Todas las canciones fueron escritas y producidas por The Bees.
1. "I Really Need Love"
2. "Winter Rose"
3. "Silver Line"
4. "No More Excuses"
5. "Tired of Loving"
6. "Change Can Happen"
7. "Island Love Letter"
8. "Skill Of The Man"
9. "Pressure Makes Me Lazy"
10. "Gaia"